# Krompachy
Krompachy és una ciutat d'Eslovàquia. Es troba a la regió de Košice, a l'est del país.

## Història
La primera referència escrita de la vila data del 1246.

## Demografia
| Godina             | 1994 | 2004   | 2014   | 2024   |
| ------------------ | ---- | ------ | ------ | ------ |
| Nombre de persones | 8442 | 8870   | 8889   | 8587   |
| Diferència         |      | +5,06% | +0,21% | −3,39% |

| Godina             | 2023 | 2024   |
| ------------------ | ---- | ------ |
| Nombre de persones | 8584 | 8587   |
| Diferència         |      | +0,03% |

## Ciutats agermanades
- Békéscsaba, Hongria
- Gaszowice, Polònia
- Nadlak, Romania
- Rýmařov, República Txeca